# Amplinus areatus
Amplinus areatus är en mångfotingart som beskrevs av Pocock 1909. Amplinus areatus ingår i släktet Amplinus och familjen Aphelidesmidae. Inga underarter finns listade i Catalogue of Life.